# Dendropicos
Dendropicos là một chi chim trong họ Picidae.

## Các loài
Chi này có các loài:
- Dendropicos abyssinicus
- Dendropicos elachus
- Dendropicos elliotii
- Dendropicos fuscescens
- Dendropicos gabonensis
- Dendropicos goertae
- Dendropicos griseocephalus
- Dendropicos lugubris
- Dendropicos namaquus
- Dendropicos obsoletus
- Dendropicos poecilolaemus
- Dendropicos pyrrhogaster
- Dendropicos spodocephalus
- Dendropicos stierlingi
- Dendropicos xantholophus